# Силишкани (Ботошани)
Силишкани (рум. Silișcani) насеље је у Румунији у округу Ботошани у општини Горбанешти. Oпштина се налази на надморској висини од 99 m.

## Становништво
Према подацима из 2002. године у насељу је живело 350 становника, од којих су сви румунске националности.